# Bischöfliches Seminar Graz
Das Bischöfliche Seminar in Graz ist das erste der im 19. Jahrhundert in Österreich gegründeten Knabenseminare. Es ist mittlerweile ein Internat der Diözese Graz-Seckau für Burschen und Mädchen ab der Sekundarstufe I. Seit September 2016 werden auch Mädchen aufgenommen. Die Schülerinnen und Schüler besuchen das Bischöfliche Gymnasium bzw. Allgemein- oder Berufsbildende Höhere Schulen in Graz. Das Internat befindet sich im Augustinum in der Lange Gasse im 3. Bezirk Geidorf.

## Geschichte
Da die Diözese Leoben zur damaligen Zeit keine Priester ausbilden konnte, fehlte im Diözesangebiet ein Gymnasium. Daher schuf Hofkaplan Sebastian Job 1830 die Stiftung „Carolinum“. Durch sie war es „armen Jüngligen aus der Obersteiermark“ möglich, das Akademische Gymnasium in Graz zu besuchen. Sie wurden privat untergebracht. 1842 folgte mit einer ähnlichen Stiftung Jobs, dem „Augustineum“, die Diözese Seckau. Für die beiden zusammengelegten Stiftungen wurde an der Ecke Lange Gasse – Grabenstraße in Graz, im sogenannten „Warnhauser’schen Haus“ eine Bleibe geschaffen. Die Nachfrage war so groß, dass ab 1956 eine Hauslehranstalt geführt wurde, die im heutigen Bischöflichen Gymnasium eine der traditionsreichsten Bildungsstätten der Steiermark ist.
In der Zeit des Zweiten Weltkriegs wurde das Internat durch die Deutschen zwar geschlossen, die Seminaristen aber durch den Generalpräfekten Karl Lind und den Spiritual Franz Vollmann im Untergrund begleitet. Ab dem Schuljahr 1945/1946 begann der Seminar- und Gymnasialbetrieb wieder, im Jahr darauf konnte der Wiederbezug im fürstbischöflichen Knabenseminar beginnen. 1971 erfolgte die Trennung zwischen Seminar und Gymnasium, die bis dahin gemeinsam geführt wurden.
Im Jahr 2000 wurden die ersten Seminaristen aufgenommen, die in Graz eine Berufsbildende Höhere Schule oder die Oberstufenform einer allgemeinbildenden Höheren Schule besuchen.
2008–2009 wurde das ca. 23.000 m² große Gebäude zum Augustinum umgebaut, das als Bischöfliches Zentrum für Bildung und Berufung alle Bildungs- und Berufungseinrichtungen der Diözese Graz-Seckau beherbergt. 2018 wurde der Name in Bischöflicher Campus für Bildung und Berufung abgeändert und eine einheitliche Dachmarke für alle pädagogischen Einrichtungen eingeführt.
Die Kirchliche Pädagogische Hochschule der Diözese Graz (KPH Graz) wird mit 1. Oktober 2021 zu Private Pädagogische Hochschule Augustinum (PPH Augustinum) umbenannt.

## Seminar heute
Mit b+ setzte das Bischöfliche Seminar der Diözese Graz-Seckau im Jahr 2012 einen neuen Akzent: es ist ein Internat mit „Mehrwert“, bietet es doch nicht bloß Raum für ca. 100 Personen im Internat an, sondern auch einen besonderen Ort im Augustinum mit vielen Institutionen mitten im Bildungsbezirk von Graz, Geidorf; darüber hinaus werden Leben, Wohnen, Lernen gemeinsam und durch Erzieher, Präfekten genannt, begleitet. Dadurch wird gesamtheitliche Erziehung gewährleistet, die die Dimension des christlichen Glaubens bewusst einschließt. Mit September 2016 wurde das Knabenseminar geschlossen und die Einrichtung als Bischöfliches Internat weitergeführt. Seitdem nimmt es Mädchen und Burschen auf.